# Sertularella lagenoides
Sertularella lagenoides är en nässeldjursart som beskrevs av Eberhard Stechow 1919. Sertularella lagenoides ingår i släktet Sertularella och familjen Sertulariidae. Inga underarter finns listade i Catalogue of Life.